# 過海隧道巴士606P線
過海隧道巴士606P線是香港一條已取消晨早特快過海隧道巴士路線，由九巴及城巴聯合經營，由彩雲邨單向前往小西灣（藍灣半島），提供平日早上由彩雲邨、九龍灣、牛頭角、觀塘往北角、鰂魚涌、太古城、筲箕灣、柴灣的過海隧道巴士服務。

## 歷史
- 2004年5月31日：本線投入服務，繞經啟業巴士總站及牛頭角巴士總站，並改經筲箕灣道（西灣河段），不經九龍灣工業區、興東、耀東及興華邨。[1]
- 2013年12月15日：由於606P駛到東區海底隧道需時45至50分鐘以內，加之公共小巴觀塘至柴灣線以直接路線競爭，配合606線系列重組，本線停止服務，由606A及606X線取代。(606A起點站改為耀東邨，606X駛入筲箕灣巴士總站後直接駛往東區走廊直達東區海底隧道，總站改為九龍灣（企業廣場）。)[2][3]

## 車資
空調巴士
- 全程收費：$9.8
- 分段收費：
  - 過東區海底隧道後：$5.7

| - 本線設有12歲以下小童及65歲或以上長者半價優惠。 - 65歲或以上香港居民使用「樂悠咭」，以及12歲以下合資格殘疾兒童使用「殘疾人士身份」個人八達通繳付車資，均可享有每程$2.0或半價（以較低者為準）的票價優惠；12至64歲合資格殘疾人士使用「殘疾人士身份」個人八達通（包括「樂悠咭」），以及60至64歲香港居民使用「樂悠咭」繳付車資，均可享有每程$2.0或全費（以較低者為準）的票價優惠。 - 65歲或以上長者如使用長者或一般個人八達通繳付車資，則只可享有半價優惠；12至64歲合資格殘疾人士如不使用「殘疾人士身份」個人八達通，以及60至64歲人士如不使用「樂悠咭」繳付車資，必須繳付全費。 - 乘客可以現金或八達通於上車時付款，不設找續。 - 每位成人乘客可免費攜帶最多兩名4歲以下而不佔座位的兒童乘客乘車，超額之4歲以下小童必須繳付小童車費乘車。 - 持有「九巴月票」之乘客在車票有效期內，每日可享最多10程任何九龍巴士及龍運巴士路線（包括本路線，合資格車程只適用於九龍巴士／龍運巴士提供的班次；惟乘搭機場「A」及「NA」線則可享原價二七折優惠（不會計算每天10次合資格車程））；而B1線則可每日可享最多2程（不會計算每天10次合資格車程）。 - 九龍巴士、城巴、龍運巴士及陽光巴士全職員工及家屬（不包括外判職員）可免費乘搭本路線（陽光巴士員工及家屬只適用於九龍巴士提供的班次），惟必須拍職員或職員家屬八達通。 - 乘客亦可使用AlipayHK「易乘碼」、支付寶、WeChatHK／微信支付「搭車碼」、銀聯雲閃付「乘車碼」及BOC Pay「乘車碼」、具有感應式支付功能的JCB、卡美國運通、大來國際、Discover Card（只適用於九龍巴士／龍運巴士提供的班次）、VISA、Mastercard及銀聯卡，以及Apple Pay、Google Pay及Samsung Pay流動支付平台繳付車資。九巴班次的乘客使用上述付款方式，將只可享有與其他九巴路線／聯營路線九巴班次之轉乘優惠；城巴班次的乘客使用上述付款方式，將只可享有與其他城巴獨營路線或聯營線城巴班次之轉乘優惠。乘客亦不能享有「公共交通費用補貼計劃」及「長者及合資格殘疾人士公共交通票價優惠計劃」。 |

### 八達通轉乘優惠
由本線往港島方向於登車後2.5小時內轉乘302、307、307A、307B、307P、373、601、601P、603、603S、619、619P、641、671、680、680A、680P、680X、681、681P、682、682P、690、690P、692、692P或694線，次程可獲$5優惠。

## 行車路線
- 途經：豐盛街，清水灣道，觀塘道，偉業街，啟祥道，宏照道，啟業巴士總站，宏照道，啟祥道，天橋，牛頭角道，振華道，牛頭角巴士總站，佐敦谷北道，牛頭角道，雅麗道，觀塘道，鯉魚門道，藍田站巴士總站，鯉魚門道，東區海底隧道，東區走廊，民康街，英皇道，筲箕灣道，柴灣道，小西灣道，富怡道及小西灣道。

### 車站一覽
| 小西灣（藍灣半島）方向 | 小西灣（藍灣半島）方向 | 小西灣（藍灣半島）方向           |
| 車站                   | 車站名稱               | 位置                             |
| ---------------------- | ---------------------- | -------------------------------- |
| 1                      | 彩雲（豐盛街）總站     | 豐盛街                           |
| 2                      | 彩雲邨                 | 清水灣道                         |
| 3                      | 坪石邨                 | 清水灣道                         |
| 4                      | 坪石邨翠石樓           | 清水灣道                         |
| 5                      | 啟業邨                 | 宏照道                           |
| 6                      | 牛頭角巴士總站         | 振華道                           |
| 7                      | 牛頭角上邨             | 牛頭角道                         |
| 8                      | 喜鵲樓                 | 牛頭角道                         |
| 9                      | 牛頭角鐵路站           | 觀塘道                           |
| 10                     | 觀塘市中心             | 觀塘道                           |
| 11                     | 觀塘鐵路站             | 觀塘道                           |
| 12                     | 觀塘游泳池             | 鯉魚門道                         |
| 13                     | 藍田鐵路站             | 鯉魚門道                         |
| 14                     | 東區海底隧道收費廣場   |                                  |
| 15                     | 健康村                 | 英皇道                           |
| 16                     | 模範邨                 | 英皇道                           |
| 17                     | 北角官立小學           | 英皇道                           |
| 18                     | 新威園                 | 英皇道                           |
| 19                     | 船塢里                 | 英皇道                           |
| 20                     | 太古城中心             | 英皇道                           |
| 21                     | 太安樓                 | 筲箕灣道                         |
| 22                     | 海晏街                 | 筲箕灣道                         |
| 23                     | 愛秩序灣道             | 筲箕灣道                         |
| 24                     | 南安里                 | 筲箕灣道                         |
| 25                     | 阿公岩道               | 柴灣道                           |
| 26                     | 鯉魚門公園             | 柴灣道                           |
| 27                     | 大潭道                 | 柴灣道                           |
| 28                     | 東區醫院               | 柴灣道                           |
| 29                     | 高威閣                 | 柴灣道                           |
| 30                     | 康民街                 | 柴灣道                           |
| 31                     | 怡泰街                 | 柴灣道                           |
| 32                     | 漁灣邨                 | 柴灣道                           |
| 33                     | 常安街                 | 柴灣道                           |
| 34                     | 富欣花園               | 小西灣道                         |
| 35                     | 培僑小學               | 富怡道                           |
| 36                     | 小西灣（藍灣半島）     | 小西灣（藍灣半島）公共運輸交匯處 |

## 服務時間
| 彩雲（豐盛街）開 | 彩雲（豐盛街）開 |
| ---------------- | ---------------- |
| 服務日期         | 服務時間         |
| 逢星期一至六     | 07:35、08:00     |

- 註：有紅字班次為九巴派車，其餘班次為城巴派車。

本路線於星期一至六提供服務，固定班次兩班，星期日及公眾假期則暫停服務。

## 使用車輛
現時用車包括1輛九巴丹尼士巨龍9.9米（ADS）雙層空調巴士及1輛城巴雙層空調巴士，共2輛車。